# Andorra en los Juegos Olímpicos de Atenas 2004
Andorra estuvo representada en los Juegos Olímpicos de Atenas 2004 por un total de 6 deportistas que compitieron en 4 deportes.  
El portador de la bandera en la ceremonia de apertura fue el nadador Hocine Haciane. El equipo olímpico andorrano no obtuvo ninguna medalla en estos Juegos.